# Batuhan Daştan
Batuhan Daştan (7 d'agost de 1997) és un escaquista turc que té el títol de Gran Mestre Internacional. L'any 2016, quan tenia 19 anys, va esdevenir el desè turc en rebre el títol de Gran Mestre. És estudiant de medicina i el segon Gran Mestre turc més jove després de Vahap Şanal, que va aconseguir aquest tìtol als 18 anys.
A la llista d'Elo de la FIDE de desembre de 2021, hi tenia un Elo de 2553 punts, cosa que en feia el jugador número 5 (en actiu) de Turquia. El seu màxim Elo va ser de 2582 punts, a la llista de l'agost de 2019.